# Biagio di Antonio Tucci

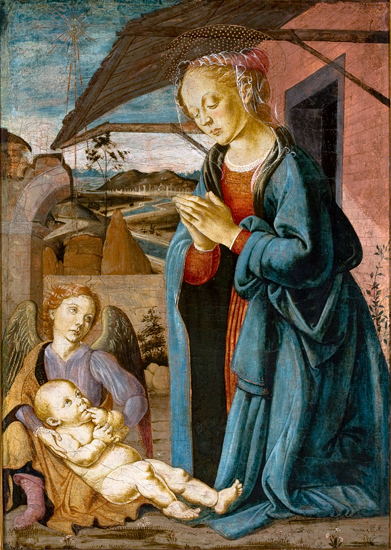
Madonna col Bambino, Museo d'Arte di San Paolo, Brasile

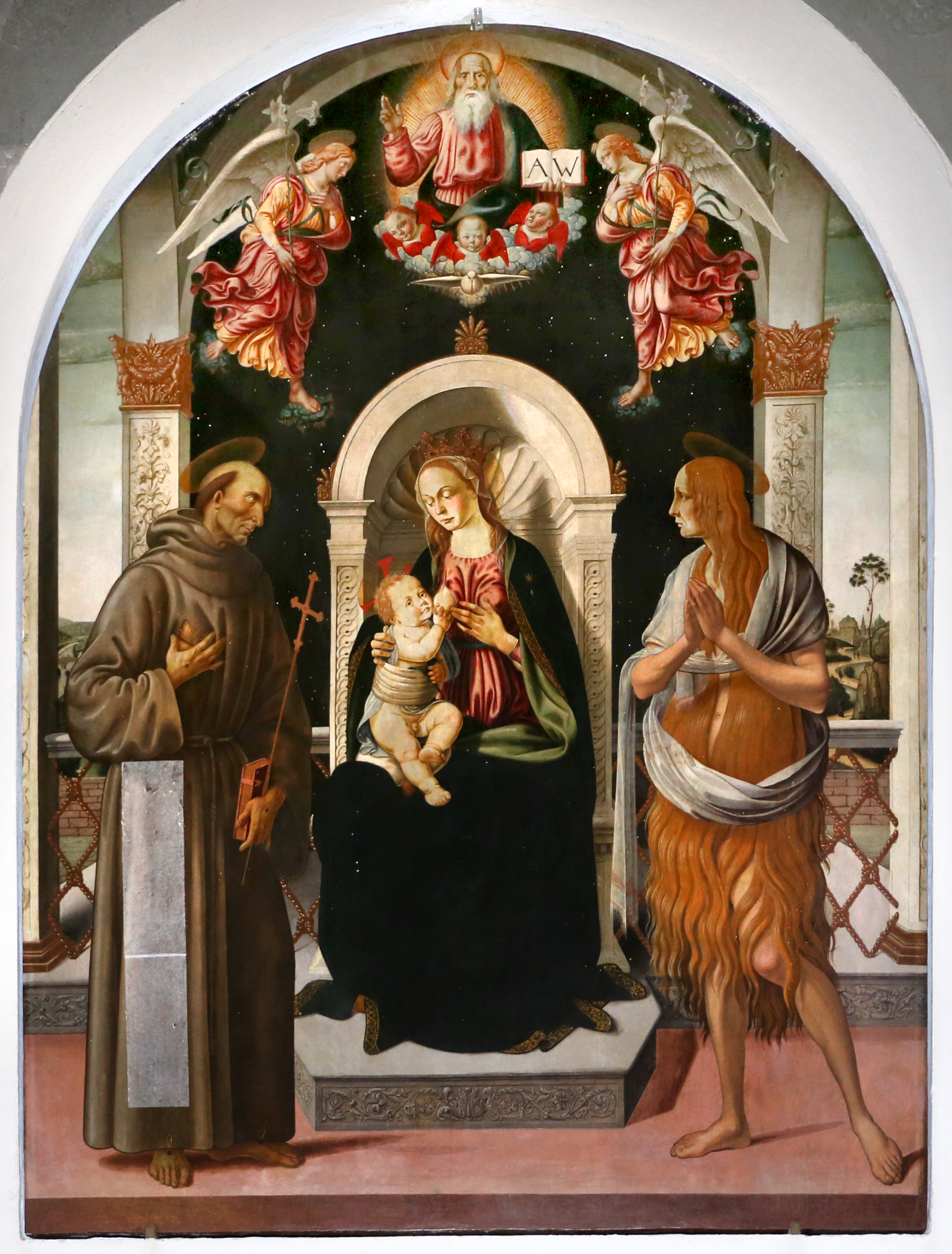
Madonna tra San Francesco e la Maddalena, chiesa di San Francesco o della Croce

Biagio d'Antonio Tucci (Firenze, 1445 circa – 1510 circa) è stato un pittore italiano.

## Biografia
Pittore pressoché sconosciuto fino agli anni trenta del XX secolo. La sua figura veniva confusa con quella di altri pittori faentini attivi a Firenze a cavallo tra il XV secolo e il XVI. Venne prima identificato con Andrea Utili poi con Giovanni Battista Bertucci il Vecchio, ma la pittura di Biagio rivela forti influenze del Verrocchio e di Domenico Ghirlandaio.
Soggiornò a Faenza dove dipinse dei quadri per le chiese più importanti del luogo. Nella chiesa di San Michele dipinse la Natività, oggi conservata al Museo dell'Oklahoma. Nel 1481-82 lavorò a Roma dove collaborò con Cosimo Rosselli nella realizzazione degli affreschi della Cappella Sistina: a lui in particolare alcuni attribuiscono la scena del Passaggio del Mar Rosso e alcune delle scene della Passione nell'Ultima Cena. Altre opere sono la predella Temperani a Cortona e la Madonna tra San Francesco e la Maddalena a San Casciano in Val di Pesa.

## Opere principali

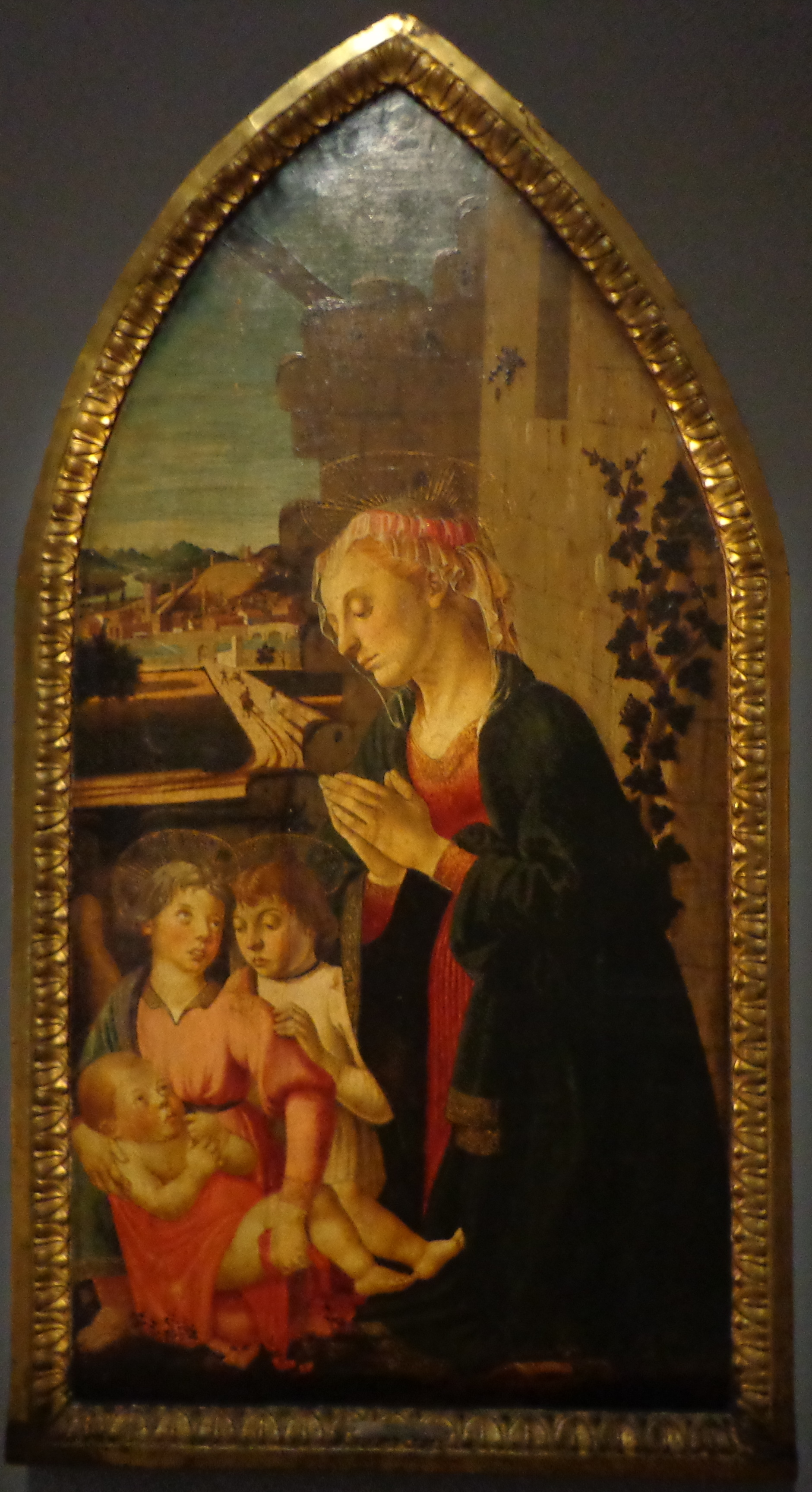
Madonna col Bambino i due angeli, Strasburgo

- Madonna col Bambino, angeli, santi, san Domenico, sant'Andrea, Giovanni Battista e Tommaso d'Aquino, Pinacoteca comunale, Faenza
- Madonna col Bambino, due angeli e santi, Giovanni Battista e sant'Antonio da Padova, Pinacoteca comunale, Faenza
- Madonna col Bambino i due angeli, Strasburgo, Musée des Beaux-Arts
- San Pietro, Pinacoteca comunale, Faenza
- Annunciazione, Pinacoteca comunale, Faenza
- Ritratto di giovane, 1470, Metropolitan Museum of Art, New York
- Trionfo di Camillo, 1470-1475, National Gallery of Art, Washington  Archiviato il 13 dicembre 2012 in Archive.is.
- Madonna con Bambino, 1475 circa, Museo d'Arte di San Paolo, San Paolo del Brasile
- Adorazione del Bambino con Santi e donatori, 1476 circa, Philbrook, Museum of Art, Oklahoma
- Ritratto di uomo, 1476–1480 circa, National Gallery of Art, Washington  Copia archiviata, su nga.gov. URL consultato il 14 dicembre 2012 (archiviato dall'url originale il 14 dicembre 2012).
- Madonna col Bambino e Giovanni Battista, Musée des Beaux-Arts, Lione
- Madonna tra i santi Giovanni Battista e Girolamo, Chiesa del Cristo Re, Gambassi Terme
- Giustizia, 1490 circa, tempera su tavola, 131x87 cm, Uffizi, Firenze
- Ratto di Lucrezia, tavola, 53×135 cm, Ca' d'Oro, Venezia
- Morte di Lucrezia, tavola, Ca' d'Oro, Venezia